# ОШ „Гојко Друловић” ИО Кокин Брод
ОШ „Гојко Друловић” ИО Кокин Брод, насељеном месту на територији општине Нова Варош, основана је 1930. године, данас је као издвојено одељење, у саставу ОШ „Гојко Друловић” у Радоињи.
Изградња школе почела је 1929. године, у долини реке Злошнице, леве притоке Увца, на самом излазу из клисуре, у селу Амзићи. Први учитељ био је Димитрије Пурић из Нове Вароши. Од 1945. до школске 1961/1962. године у овој школској згради су, као учитељи, радили: Милосав Друловић, Пера Никачевић, Милан Марјановић, Стојан Луковић, Нада Марковић, Лазар Вићентијевић, Радмила Марјановић, Нада Левчић, Милева Теофиловић, Ружица Матковић, Коста Кањевић, Илија Доганчић, Срећко Обрадовић, Босиљка Обрадовић.
Зграда основне школе у Кокином Броду је потопљена подизањем нивоа вештачког језера, после затварања земљане бране, 27. новембра 1961. године. Ђаци су похађали наставу у привременој бараци, где су учила 123 ученика, у две смене, у наредне две школске године, после чега је изграђена нова школска зграда. Учитељи су били Срећко Обрадовић и Босиљка Обрадовић.